# Грузинські євреї

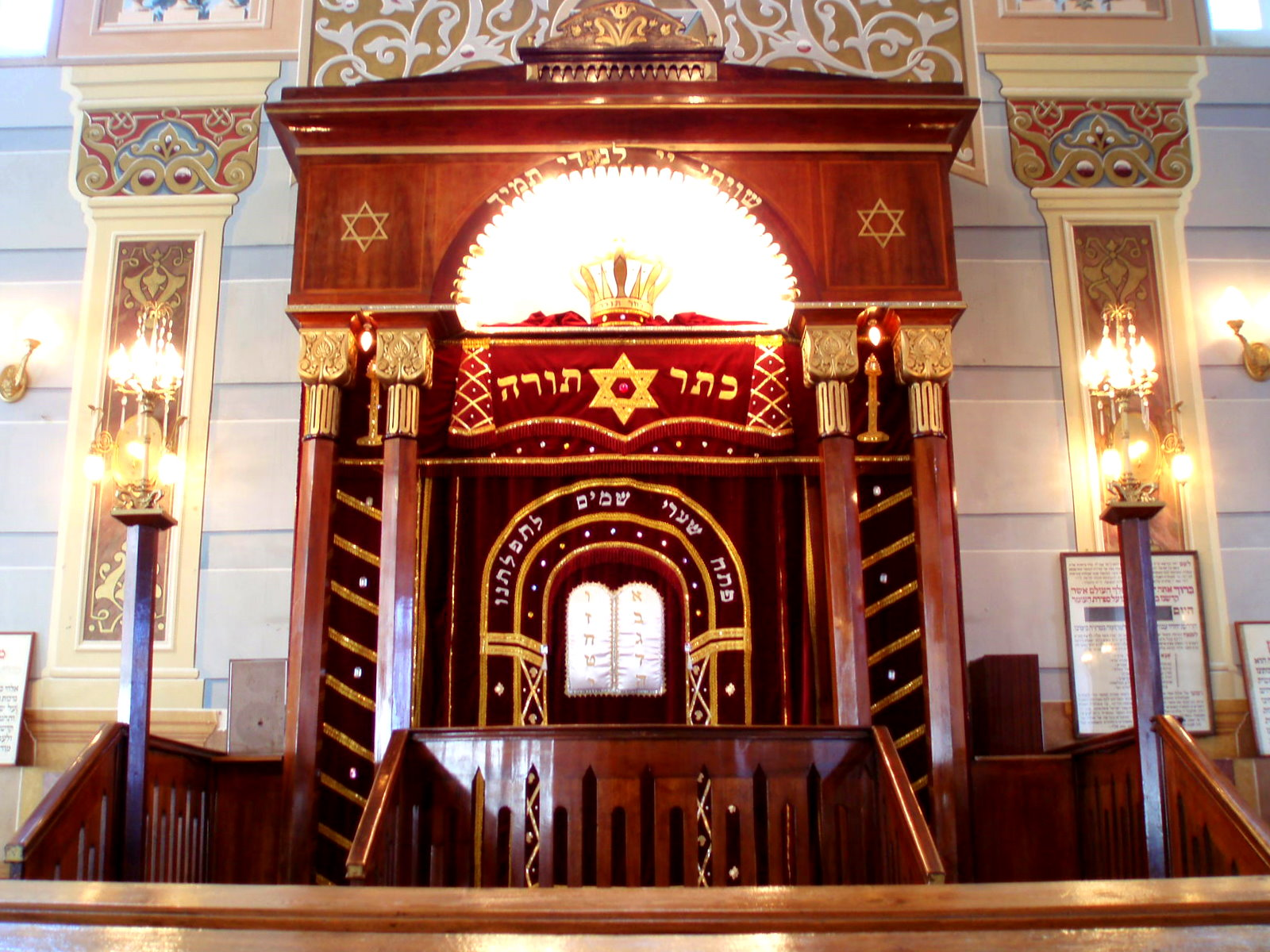
Синагога в Тбілісі

Грузинські євреї (груз. ებრაელი kartveli ebraelebi, самоназва ебраелі або ісраелі) — єврейська етнолінгвістична група (громада).

## Населення
У Грузії проживають як «корінні» грузинські євреї, так і російськомовні ашкеназі, які почали переселятися до Грузії з початку 19 ст, особливо, під час Другої світової війни. Євреї проживають в основному у містах. Великі громади є у Тбілісі (11000), Кутаїсі (1000), Горі (800), Батумі (300), Оні (250). У інших населених пунктах Грузії єврейські громади є незначні та малочисельні.
Загальна чисельність грузинських євреїв — 200 тис.. З них в Ізраїлі проживає близько 120 тис., у Грузії — 13 тис., в США — 5 тис., у Бельгії — 3 тис..

## Історія
До 1970-х років грузинські євреї мешкали в основному у Грузії. Хоча в грузинській історичній літературі назву «грузинські євреї» застосовувалося до євреїв Грузії вже з 11 ст, Термін «грузинські євреї» для позначення членів даної єврейської громади укорінився лише на початку 19 ст. після включення Грузії до складу Російської імперії.

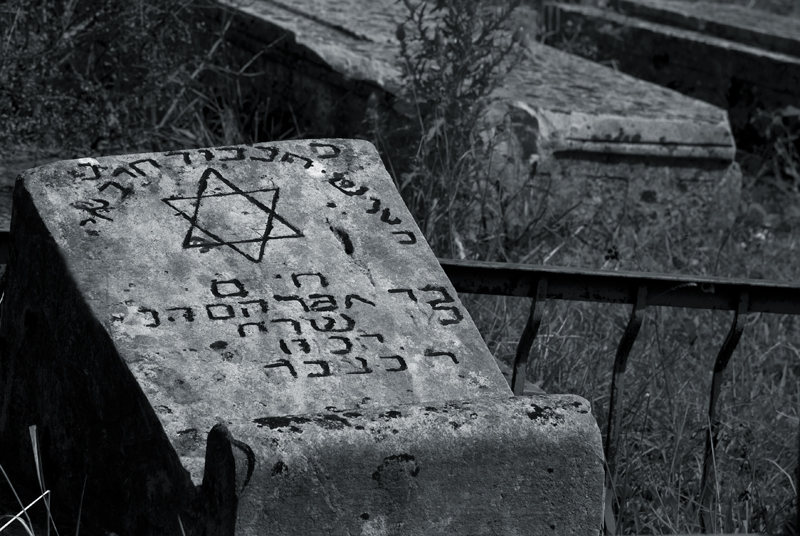
Старий єврейський цвинтар в Кутаїсі

За даними перепису 1897 року, в Російській імперії було 6047 євреїв, які назвали рідною грузинську мовою. За переписом 1926 р. (єдиний перепис, в якому кожна єврейська етнолінгвістична група була показана окремо), в Радянському Союзі налічувалося 21471 грузинський єврей. У СРСР найбільша концентрація грузинських євреїв поза Грузії була в Баку (427 осіб). 96,6% грузинських євреїв, за даними цього перепису, називали рідною мовою грузинську; грамотність серед них дорівнювала 36,29 %. За даними Держплану на 1931 рік, число грузинських євреїв становила 31 974 особи. За переписом 1959 року, в Радянському Союзі було 35673 євреї, які назвали рідною мовою грузинську. Згідно з підрахунками, заснованим на переписах 1959 року та 1970 року, число грузинських євреїв у Радянському Союзі у 1970 році слід оцінити в 43 тис. осіб, з яких до кінця 70-х років близько 70% репатріювалося в Ізраїль. Відповідно до перепису 1979 року, кількість євреїв Грузії, які вважали грузинську своєю рідною мовою, було 10 020. Відомо, що деяке число грузинських євреїв офіційно зареєстровано як грузини. Крім Тбілісі, основними центрами проживання грузинських євреїв наприкінці 1960-х — початку 70-х років були Кутаїсі, Кулаші, Цхінвалі, Горі, Сачхере та у інших населених пунктах.
Згідно грузинської історичної традиції, перші євреї прибули до Грузії після завоювання Єрусалима Навуходоносором II (586 до н. е.). Можна вважати, що ця традиція відображає прибуття євреїв з Вавилонії до Грузії, південна частина якої увійшла в 539 до н. е. до складу древньоперсидської держави Ахеменідів (558 до н. е.-330 до н. е.). Очевидно, з Південної Грузії євреї поступово розселилися по інших областях країни. Відомості грузинських історичних джерел про перебування євреїв у Мцхеті (давній столиці держави Картлі) в перші століття нової ери підтверджуються археологічними знахідками. Серед перших поширювачів християнства в Грузії на початку 4 ст. називаються єврей Евьятар (Абіатар) з Урбнісі і його сестра Сидонія, зараховані грузинською православною церквою до лику святих, і єврейка Саломея — автор життєпису Ніни Каппадокійської, хрестителька Грузії.
Грузинські джерела повідомляють про прибуття євреїв до Західної Грузії в 6 ст., Мабуть, з Візантії, і про подальшу міграцію трьох тисяч євреїв звідти в Східну Грузію. Очевидно, ці дані відображають масову втечу євреїв із західних областей Грузії, що перебували під владою Візантії, в якій в 6 ст. євреї піддавалися жорстоким гонінням, в східні області Грузії, що перебували під пануванням персів, які ставились в цей час толерантно до євреїв. Є дані і про єврейські міграціях до Грузії з Вірменії і з Ірану . Можна вважати, що топонім אפריקי , згадуваний кілька разів у Вавилонському Талмуді, слід читати як ефіріке, тобто Іберіка, або Іберія — одне з давніх назв Східної Грузії, а також Грузії в цілому.

## Мова
Розмовною мовою грузинських євреїв є грузинська, яку вони використовують також як письмову, не вдаючись до єврейського алфавіту. Серед грузинських євреїв, зайнятих у торгівлі, сформувався також жаргон ківрулі (тобто єврейський), що включає багато коріння, запозиченого з івриту.
Ті хто емігрували з Грузії в Ізраїль, відчувають свій глибокий зв'язок з грузинським народом. В Ізраїлі вони складають міцне братство і зберігають грузинську мову.

## Відомі грузинські євреї

### Політика
- Жванія Давид Важайович — український політик та підприємець.
- Жванія Зураб Важайович — голова парламенту Грузії (жорстоко убитий російськими спецслужбами).
- Патаркацишвілі Бадрі Шалвович — віце-президент Російського єврейського конгресу.
- Авраам Міхаелі — ізраїльський політик, депутат Кнесету (17, 18 скликання) від партії «ШАС».
- Кезерашвілі Давид — міністр оборони Грузії (11 листопада 2006 — 24 січня 2008).

### Музика
- Моран Мазор — Ізраїльська співачка, учасниця Євробачення 2013 від Ізраїлю.
- Барданашвілі Йосип Юзович — радянський (грузинський) та ізраїльський композитор.
- Гвердцителі Тамара Михайлівна — грузинська співачка, актриса, композитор; народна артистка Грузії (1989), народна артистка Росії (2004).

### ЗМІ
- Сванідзе Микола Карлович — російській тележурналіст, історик, викладач.

### Бізнес
- Патаркацишвілі Бадрі Шалвович — партнер Бориса Березовського.
- Мошіашвілі Михайло — бізнесмен
- Мірілашвілі Михайло — бізнесмен
- Якобашвілі Давид — власник компанії «Вімм-біль-дан»
- Чигиринський Шалва Павлович — бізнесмен, Московська нафтова компанія, Sibir Energy, ST Group.
- Сепіашвілі Теймураз (Тамір Сапір) — бізнесмен США, мільярдер.